# Куллин 1
Куллин 1 (англ. Cullin 1), известный также как  CUL1  — человеческий белок и ген семейства куллинов.
Этот белок играет важную роль в деградации белков и их убиквитинировании.

## Функции
Это существенный компонент комплекса SCF (SKP1-CUL1-F-box-белка) убиквитинлигазы Е3, который выступает посредником в убиквитинировании белков, участвующих в прогрессии клеточного цикла, передаче сигнала и транскрипции. В комплексе SCF он служит в качестве жесткого скэффолда, который организует Skp1-F-бокс-белка и субъединицу RBX1. Может способствовать катализу посредством позиционирования субстрата и убиквитин-конъюгирующего фермента.
Этот белок является частью комплекса SCF, состоящего из CUL1, RBX1, SKP1 и SKP2. Является частью комплекса TIP120A/CAND1 и RBX1. Взаимодействие денеддилированной формы с TIP120A/CAND1 негативно регулирует ассоциацию с SKP1 в комплексе SCF.
Экспрессируется в легочных фибробластах.
Неддилированный белок усиливает активность убиквитинирования SCF. Денеддилация осуществляется путём его взаимодействия с комплексом сигналосомы COP9 (CSN).

## Взаимодействия
Белок CUL1, как было выявлено, взаимодействует с TIP120A/CAND1 (денеддилированная форма), COPS2, RNF7.